# إيرف باور
إيرف باور (بالإنجليزية: Irv Bauer)‏ هو صحفي وكاتب سيناريو وكاتب مسرحي أمريكي، ولد في عقد 1930، وتوفي في 24 يوليو 2015.

## وصلات خارجية
- إيرف باور على موقع IMDb (الإنجليزية)
- إيرف باور على موقع أول موفي (الإنجليزية)
- إيرف باور على موقع كينوبويسك (الروسية)
- إيرف باور على موقع كينوبويسك (الروسية)